# Рауль Лопес
Рауль Лопес (ісп. Raúl López Gómez, нар. 23 лютого 1993, Сапопан) — мексиканський футболіст, захисник клубу «Пачука».
Виступав, зокрема, за клуби «Корас» та «Гвадалахара».

## Клубна кар'єра
У дорослому футболі дебютував 2013 року виступами за команду клубу «Гвадалахара». Відіграв за команду з Гвадалахари лише чотири матчі.
2013 року уклав контракт з клубом «Коррекамінос», у складі якого провів наступний рік своєї кар'єри гравця. 
2014 року один сезон захищав кольори команди клубу «Корас». 
З 2015 року знову, цього разу один сезон захищав кольори команди клубу «Гвадалахара». Більшість часу, проведеного у складі «Гвадалахари», був основним гравцем захисту команди.
До складу клубу «Пачука» приєднався 2016 року. Відтоді встиг відіграти за команду з Пачука-де-Сото 27 матчів в національному чемпіонаті.

## Виступи за збірні
З 2013 року залучається до складу молодіжної збірної Мексики. На молодіжному рівні зіграв у 16 офіційних матчах, забив 3 голи.
2015 року дебютував в офіційних матчах у складі національної збірної Мексики. Наразі провів у формі головної команди країни 2 матчі.

## Титули і досягнення
- «Гвадалахара»:

Володар Кубка Мексики 1: Апертура 2015
- «Пачука»

Володар Ліги чемпіонів КОНКАКАФ 1: 2017
Збірні
- Переможець Ігор Центральної Америки та Карибського басейну: 2014